# مارسيل فيتزيك
مارسيل فيتزيك (بالألمانية: Marcel Witeczek) وهو لاعب ألماني معروف، من مواليد 18 أكتوبر 1968م، شارك مع منتخب بلاده للناشئين بنهائية كأس العالم للناشئين سنة 1985م فحصل على الوصافة، كما حصل على الوصافة في نهائي كأس العالم للشباب في تشيلي عام 1987م، وحصل على كأس الدوري الأوروبي في موسم 1995-1996 .

## انجازاته
- عام 1985م وبالتحديد ببطولة العالم لكرة القدم للناشئين، حصل مارسيل على الحذاء الذهبي.
- عام 1987م وبالتحديد ببطولة العالم لكرة القدم للشباب، حصل مارسيل على الحذاء الذهبي.

## وصلات خارجية
- Career stats at Fussballdaten (بالألمانية)

- مارسيل فيتزيك على موقع الاتحاد الدولي (مؤرشف)  (الإنجليزية)
- مارسيل فيتزيك على موقع قاعدة بيانات كرة القدم.إي يو (الإنجليزية)
- مارسيل فيتزيك على موقع بيانات كرة القدم. دي إي (الألمانية)
- مارسيل فيتزيك على موقع عالم كرة القدم.نت (الإنجليزية)
- مارسيل فيتزيك على موقع كووورة